# Terremoto de Nicaragua de 1956
El terremoto de Nicaragua de 1956 fue un terremoto que afectó a Nicaragua el 24 de octubre de 1956 a las 14:42 horas UTC. El epicentro se localizó al oeste del balneario de Masachapa, departamento de Managua. Tuvo una magnitud de 7.3, o 7.2 grados en la escala Richter. Se reportaron daños en edificios de la capital Managua. Un estudio de W. Montero P. demuestra que este sismo está relacionado con el terremoto de la península de Nicoya, Costa Rica, del 5 de octubre de 1950. Un pequeño tsunami fue causado por el sismo.